# Żółw natator
Żółw natator, żółw australijski (Natator depressus) – gatunek gada z rodziny żółwi morskich (Cheloniidae); jedyny przedstawiciel rodzaju Natator. Jest endemitem szelfu kontynentalnego północnej Australii i jedynym gatunkiem żółwia morskiego o tak ograniczonym zasięgu występowania, a także jedynym gatunkiem żółwia morskiego, który nie występuje w pelagialu oceanicznym, a jedynie w płytkich wodach przybrzeżnych, najczęściej na głębokości 5–20 m. Żywi się mięczakami, mszywiołami, meduzami, koralowcami i innymi bentosowymi bezkręgowcami.

## Charakterystyka

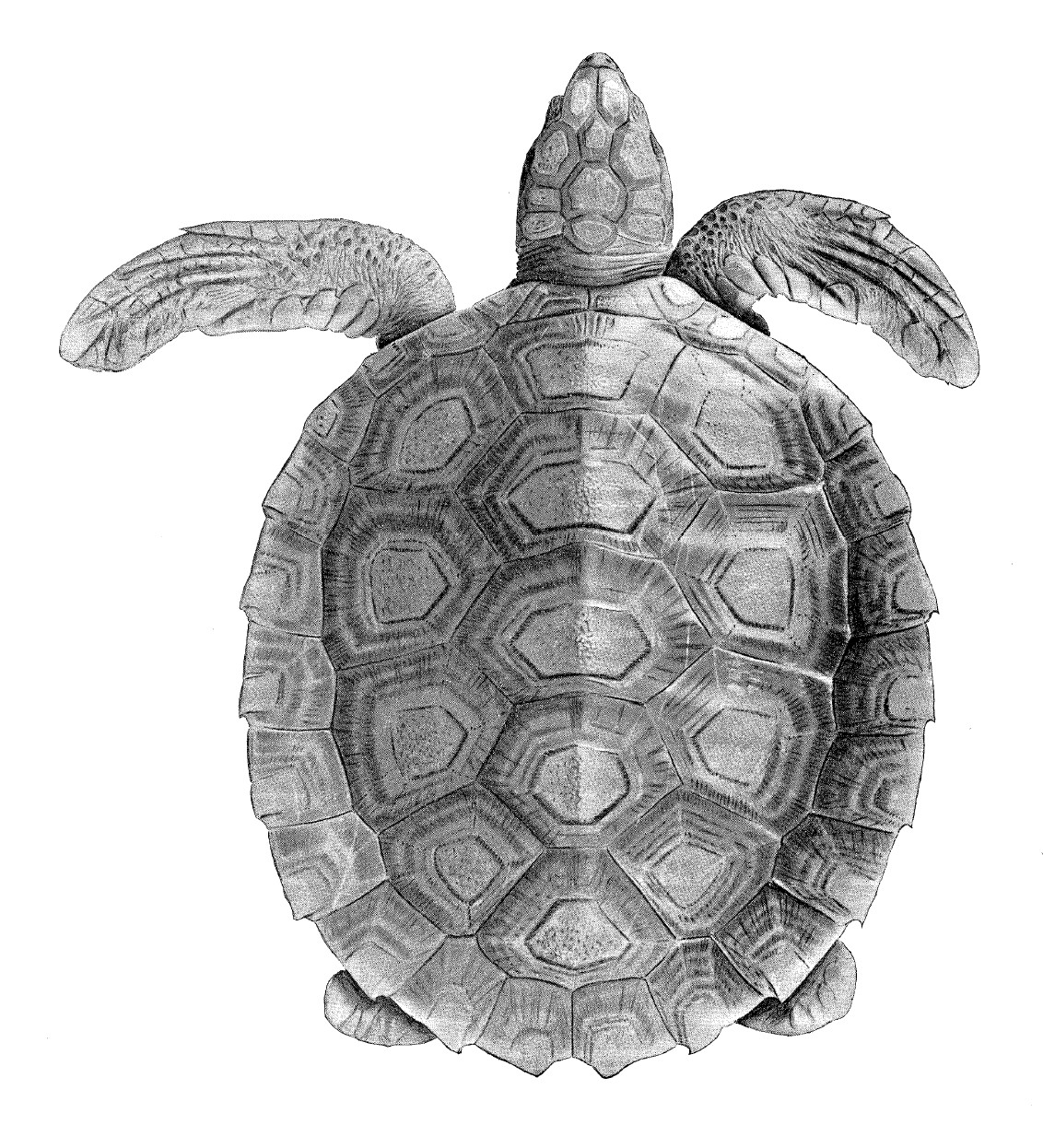
Rycina przedstawiająca żółwia natatora

Jego angielska nazwa flatback sea turtle (dosł. ‘morski żółw płaskoplecy’) bierze się z kształtu jego skorupy, płaskiej lub wręcz wklęśniętej na stronie grzbietowej. Gatunek ten osiąga zwykle 76–96 cm długości i 70–90 kg masy.
Jego kończyny przednie są szerokie i płetwowate, służą jako narząd lokomocji. Kończyny tylne są silnie zredukowane i pełnią funkcję sterów. Ich płaski, opływowy pancerz pokryty jest dużymi rogowymi płytkami. Nigdy jednak nie jest całkowicie skostniały. Pomiędzy kostnymi płytkami w karapaksie i plastronie obecne są szerokie szczeliny wypełnione włóknistą skórą. Głowa jest stosunkowo duża i nie może być całkowicie wciągnięta do pancerza.
Karapaks może mieć kolor szary, blady szarozielony lub oliwkowy, występują na nim 4 pary rogowych tarcz żebrowych. Głowa i płetwy oliwkowoszare, a strona brzuszna bladożółta. Na przednich odnóżach natator ma po jednym pazurze.
Natatora od bardzo podobnego żółwia jadalnego można odróżnić po układzie łusek na przednich kończynach.

## Rozmnażanie

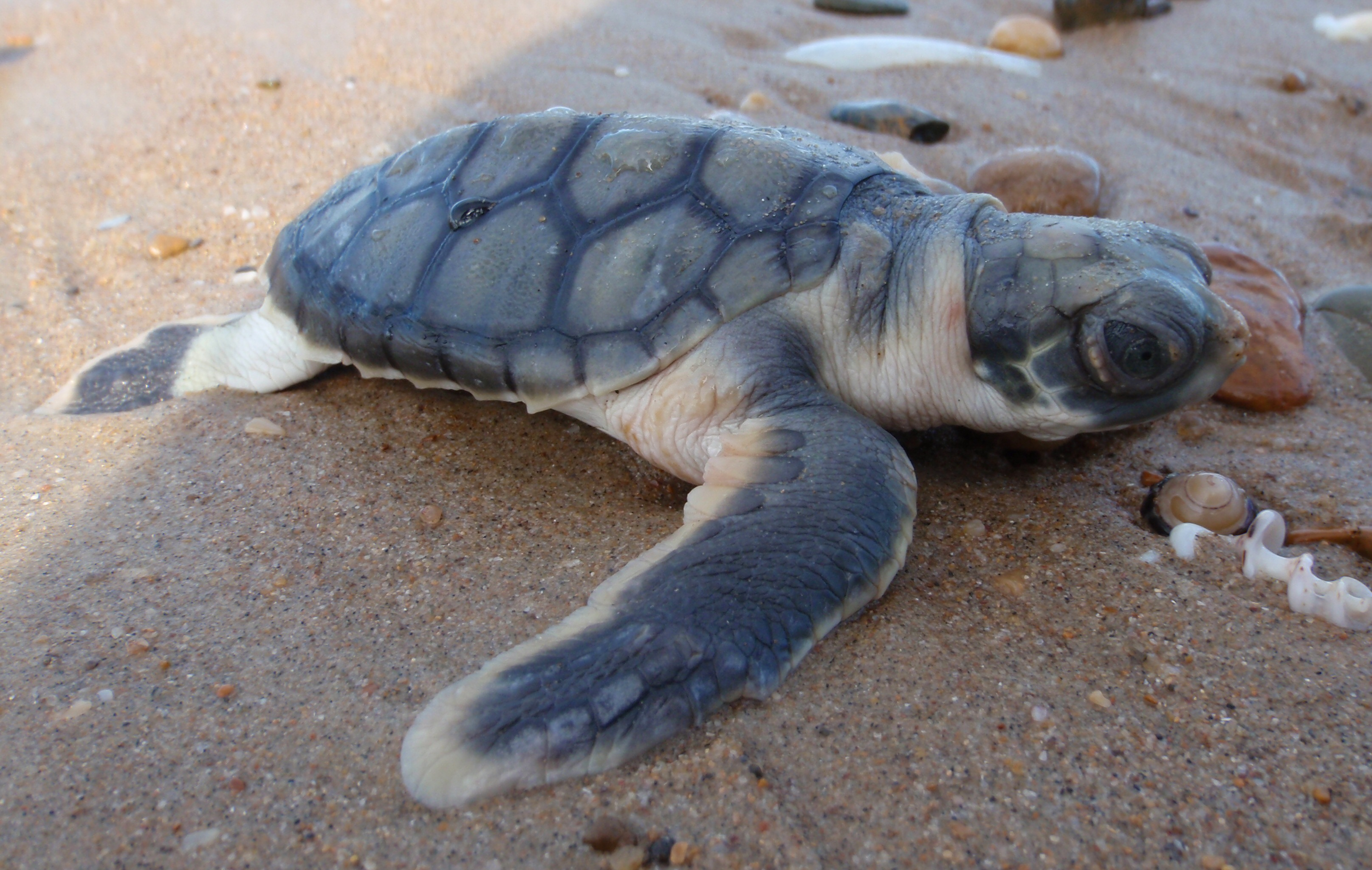
Młody żółw natator

Samice wychodzą na ląd, aby złożyć jaja 2–3 razy w sezonie. Wykopują na plaży dołek o głębokości 60–70 cm, do którego składają około 50 jaj. W około ⅔ przypadków jaja złożone w jednym dołku są zapłodnione przez dwóch lub nawet trzech samców. Po okresie inkubacji trwającym około 45 dni młode wykluwają się i od razu przemieszczają do wody.
Młode po wykluciu są oliwkowozielone, ale mają czarno obrzeżone rogowe płytki pancerza.

## Status, zagrożenia i ochrona
W Czerwonej księdze gatunków zagrożonych IUCN żółw natator ma status DD – niedostatecznie rozpoznany. W Australii jest klasyfikowany jako narażony na wyginięcie.
Zagrożenia żółwia natatora we wschodniej Australii są związane przede wszystkim z działalnością człowieka, między innymi z wydobyciem ropy naftowej i gazu ziemnego, niszczeniem siedlisk i wyciekami paliw. Kolejnym poważnym zagrożeniem dla tego gatunku jest przypadkowe chwytanie osobników podczas połowu ryb i krewetek. Z badań przeprowadzonych w Queensland East Coast Otter Trawl Fishery wynika, że aż 10% zaplątujących się w sieci żółwi należy do gatunku Natator depressus.
Żółwie morskie pomimo tego, że są chronione przez prawo międzynarodowe, lokalnie wykorzystuje się jako źródło pożywienia. Rdzenni mieszkańcy Australii mają prawo do polowania i podbierania ich jaj w celach niekomercyjnych.